# Кутыпъяорты
Кутыпъяорты (Кутлопъярты, устар. Кутып-Яорты) — река в России, протекает по Нижневартовскому району Ханты-Мансийского автономного округа. Длина реки составляет 38 км.
Начинается из безымянного озера, лежащего на высоте 105,6 метра над уровнем моря. От истока течёт на юг по заболоченной, местами поросшей сосновым лесом и ягелем местности. Устье реки находится в 34 км по левому берегу реки Лагрнъёган на высоте 76 метров над уровнем моря.

## Данные водного реестра
По данным государственного водного реестра России относится к Верхнеобскому бассейновому округу, водохозяйственный участок реки — Обь от впадения реки Вах до города Нефтеюганск, речной подбассейн реки — Обь ниже Ваха до впадения Иртыша. Речной бассейн реки — (Верхняя) Обь до впадения Иртыша.
Код объекта в государственном водном реестре — 13011100112115200043850.